# Allegra Curtis
Allegra Camilla Curtis (* 11. Juli 1966 in Los Angeles) ist eine deutsch-US-amerikanische Schauspielerin und ehemalige Moderatorin bei RTL Shop.

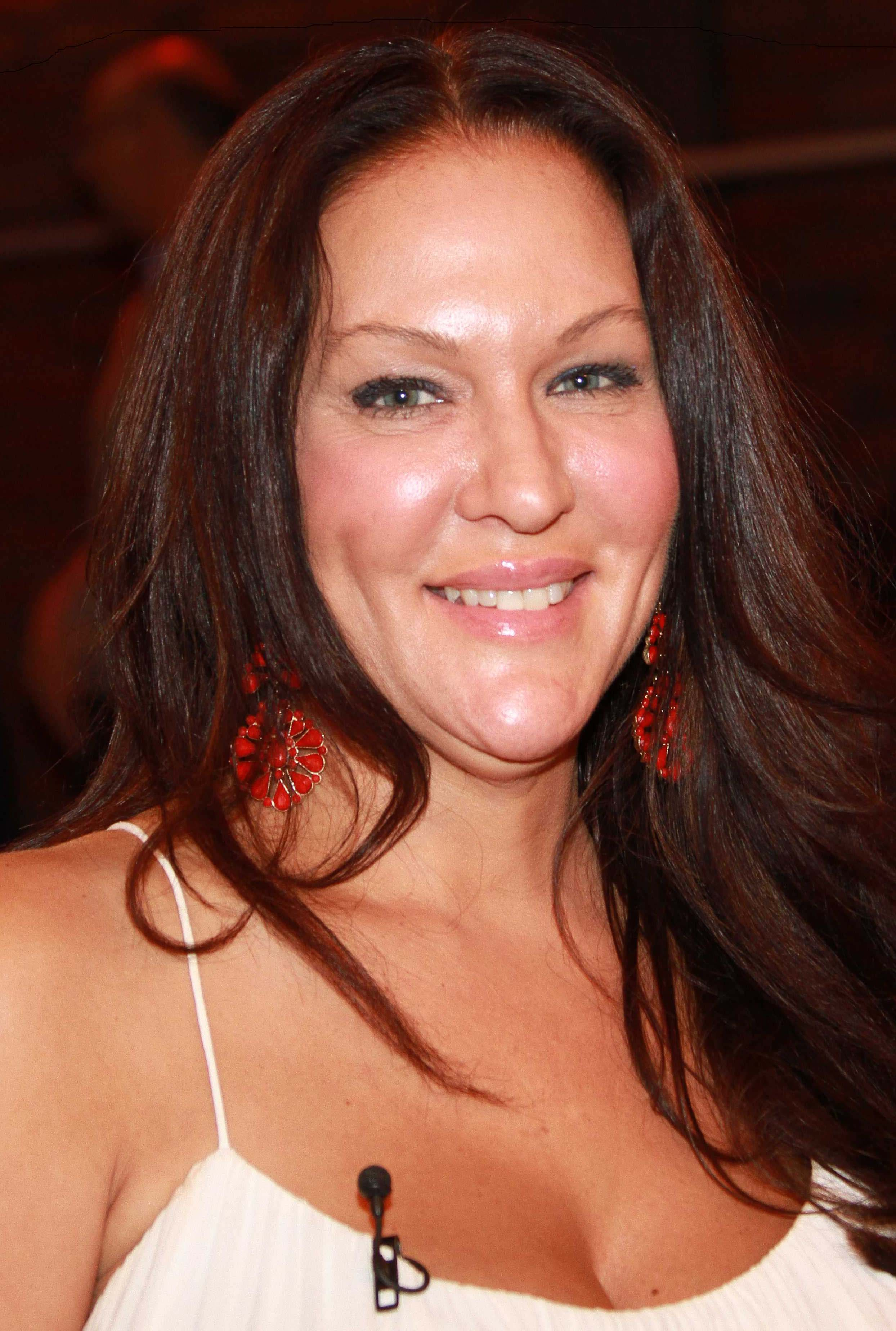
Allegra Curtis 2013 im Studio bei Markus Lanz

## Leben
Allegra Curtis ist eine Tochter des US-Schauspielers Tony Curtis und der in Österreich geborenen Schauspielerin Christine Kaufmann, ebenso wie ihre zwei Jahre ältere Schwester Alexandra (* 1964). Sie ist die Halbschwester von Jamie Lee Curtis und Kelly Curtis aus Tony Curtis’ Ehe mit Janet Leigh sowie von Nicholas Curtis und Benjamin Curtis aus Tony Curtis’ Ehe mit dem Fotomodel Leslie Allen. Ihr Patenonkel war Roger Moore. 
Nach der Scheidung der Eltern im Jahre 1967 lebten die beiden Kinder abwechselnd bei der Mutter in Deutschland und beim Vater in den USA. 1972 ließ Tony Curtis seine Töchter Alexandra und Allegra nach einem Besuch in London nicht nach Deutschland zurückkehren, sondern nahm sie mit in die USA. Dies wurde vor allem in der deutschen Presse als „Entführung“ gewertet; dennoch erwirkte Curtis in den USA das alleinige Sorgerecht für die Kinder.
Nach Tony Curtis’ Tod im Jahr 2010 führten seine Kinder mit seiner letzten Ehefrau einen erfolglosen Rechtsstreit um den Nachlass.
Allegra Curtis hat einen Sohn.
Im November 2017 kündigte sie in einem Interview an, Deutschland zu verlassen und mit ihrem Sohn nach Los Angeles zu ziehen, um dort als Redakteurin und Visagistin zu arbeiten. Anderen Quellen zufolge lebt sie seit 2018 in North Carolina.

## Karriere
1982 wirkte Allegra Curtis in dem Film Das Gold der Liebe mit. Neben einigen weiteren Filmengagements arbeitete sie als Maskenbildnerin. 
2002 trat sie im Rahmen der Karl-May-Spiele in Bad Segeberg in der Inszenierung von Im Tal des Todes auf. Außerdem war sie Gast in einigen Talkshows.
2011 erschien ihre Autobiografie unter dem Titel Ich und mein Vater. 2011 war sie Teilnehmerin der VOX-Kochshow Das perfekte Promi-Dinner.
2013 nahm Allegra Curtis als Kandidatin an der Fernsehshow Ich bin ein Star – Holt mich hier raus! teil und belegte Platz acht. Im Juli 2013 nahm sie an der vom Fernsehsender VOX ausgestrahlten Promi-Koch-Show Die Kocharena teil, musste sich aber dem Profi-Koch Christian Henze geschlagen geben.
2014 trat sie im Rahmen der Festspiele Burgrieden in der Inszenierung Der Schatz im Silbersee auf.

## Filmografie
- 1983: Das Gold der Liebe (deutscher Film)
- 1988: Killing Blue (deutscher Film)
- 1990: Heiße Girls – Lizenz zum Killen (Guns) (US-amerikanischer Film)
- 1996: Glück auf Raten (deutscher Film)
- 1997: L.A. Heat (US-amerikanische Fernsehserie, vier Folgen)
- 1997: ‘El Chicko’ – Der Verdacht (deutscher Film)
- 1997: Kabel und Liebe (deutscher Film)
- 2000: Flashback – Mörderische Ferien (deutscher Film)
- 2000: Internet Love (deutscher Film)
- 2002: Crossed (US-amerikanischer Film)